# Palazzo Todesco
Il Palazzo Todesco è un edificio civile di Vienna, sito in Kärntner Straße 51, di fronte all'Opera di Vienna e lungo il viale della Ringstraße. Fu costruito in tra il 1861 e il 1864 in stile neorinascimentale per conto del barone Eduard von Todesco, un ricco banchiere e uomo d'affari di origine rumena. 
Il palazzo ebbe come progettista per la struttura esterna l'architetto Ludwig Förster, per gli interni Theophil Hansen e per i dipinti Carl Rahl.
In questo palazzo il barone Todesco accolse molte personalità dell'epoca tra le quali Hugo von Hofmannsthal, Henrik Ibsen, Anton Rubinstein e Ferdinand von Saar. 
Esso fu abitato dalle famiglie di origine ebraica Todesco e von Lieben, che dopo l'Anschluss, subirono la persecuzione da parte dei nazisti.
Nel 1935 il palazzo fu acquistato dalla compagnia assicuratrice austriaca "Versicherungsanstalt der österreichischen Bundesländer, Versicherungs AG" (oggi Uniqa Insurance Group).
Il Palazzo Todesco fu gravemente danneggiato durante la seconda guerra mondiale e dopo la guerra fu restaurato. Dal 1976 l'edificio è sotto la tutela dello stato austriaco. L'ultimo restauro è avvenuto negli anni 1978 - 1979. Dal 1947 al 1993, il palazzo è stato sede del Partito Popolare Austriaco.